# Bess Trumanová
Elizabeth „Bess“ Virginia Wallaceová Trumanová (13. února 1885, Independence, Missouri – 18. října 1982 tamtéž) byla manželka 33. prezidenta USA Harry S. Trumana a v letech 1945 až 1953 vykonávala funkci první dámy USA. Ve svých 97 letech a 247 dnech se stala první dámou USA, která se dožila nejvyššího věku.
Její rodina pocházela z vyšších vrstev, poté se její otec zadlužil a propadl alkoholismu a posléze spáchal sebevraždu. Její matka nápor emocí nevydržela, a tak se musela chytrá a nadaná Bess obětovat a postarat se o rodinu.
V roce 1919 se vdala za farmáře a začínajícího politika Harryho Trumana. Podporovala manžela během volebních kampaní, jinak se pouze starala o domácnost. V roce 1924 se narodila jejich jediná dcera Margaret. Trumanová svému muži psala projevy a starala se o administrativu.
Nikdy nechtěla být první dámou a tento post příliš nezvládala. Chtěla být opakem své předchůdkyně Eleanor Rooseveltové, zrušila týdenní tiskové konference a s tiskem komunikovala pouze písemně, často však na mnoho otázek neodpověděla a dostala tak přezdívku „Lady No Comment“. Byla dobrou hostitelkou.
Po skončení funkčního období se zapojovala do charitativních činností.